# Runn
Runn er en svensk sø. Den ligger mellem byerne Falun og Borlänge i Dalarna. Runn er med 66,6 km² Dalarnas næststørste sø efter Siljan, og har mange øer. Dens vandniveau er 106 meter over havet. Vandet løber ud gennem Lillälven og Dalälven til Østersøen.
60°32′N 15°41′Ø / 60.533°N 15.683°Ø